# 馬爾科姆·南斯
馬爾科姆·賴特森·南斯（英語：Malcolm Wrightson Nance，1961年9月20日—），是一位美國作家和媒體專家，研究與恐怖主義、情報、叛亂和外交事務相關的話題。他是前美國海軍高級首席士官，專攻海軍密碼學。
南斯是一名情報和外交政策分析師，他經常討論聖戰激進化和基地組織、伊拉克和黎凡特伊斯蘭國（ISIS）、西南亞和非洲恐怖組織的歷史、人物和組織，以及反叛亂和不對稱戰爭。他接受阿拉伯語教育，積極參與國家安全政策領域，尤其是反恐情報、恐怖主義戰略和戰術、酷刑和打擊伊斯蘭極端主義的反意識形態領域。2016年，他出版了《擊敗ISIS：他們是誰、他們如何戰鬥、他們相信什麼》一書，並於同年出版了《入侵美國的陰謀》。
2014年，他在美國紐約州哈德遜創立「戰略、戰術和激進意識形態恐怖不對稱項目」（TAPSTRI）智庫並成為的執行董事。

## 早期生活與教育
南斯出生在費城。他就讀於該市的西費城天主教男子高中。他學習西班牙語、法語和拉丁語，並利用周六假期就讀南費城高中提供的俄語和漢語免費課程。2011年，南斯獲得紐約怡東學院文學學士學位。
通過研究蘇聯及其間諜機構克格勃的歷史，南斯開始在民用情報領域工作。他隨後分析了中東恐怖主義和與俄羅斯聯邦有聯繫的主權國家。

## 軍旅生涯
從1981年到2001年，南斯在美國海軍服役了20年，獲得了多項軍事勳章。南斯作為美國海軍海軍密碼學專家，他參與了許多反恐、情報和作戰行動。他在情報和反恐領域中積累了專業知識 。
他是戰時和和平時期生存、逃避、抵抗和逃生 (SERE) 方面的講師，培訓海軍和海軍陸戰隊的飛行員和機組人員如何作為戰俘生存。在那裡，南斯幫助發起了高級恐怖主義、綁架和人質生存課程。
南斯參加了1983年貝魯特軍營炸彈襲擊之後發生的作戰行動；在外圍參與了1986年美國空襲利比亞；在兩伊戰爭螳螂行動期間在溫賴特號驅逐艦服役，並船上目擊伊朗喬尚號導彈艦擊沉；在海灣戰爭期間在的黎波里號航空母艦服役，並在波黑巴尼亞盧卡的空襲中期間提供協助。

### 2022年俄羅斯入侵烏克蘭
2022年4月18日，南斯在Twitter透露，他於2022年3月加入了烏克蘭領土防衛國際軍團。在接受《衛報》記者邁克爾·哈里奧特（Michael Harriot）的採訪中，南斯提及了非裔美國軍事飛行員尤金·布拉德在法國外籍軍團服役的事情，以及他在烏克蘭的服役，希望激勵「非裔美國人和年輕的美國人，特別是那些曾經在軍中服役的人」，並將國際軍團形容為「捍衛烏克蘭、捍衛民主的萬神殿」。

## 退伍生涯

### 情報諮詢
2001年，南斯成立了一家情報支緩公司——國際特別準備服務公司（SRSI）。 在9月11日的早上，他開車前往維珍尼亞州阿靈頓，目睹了美國航空公司77號班機墜入五角大樓。他在直升機停機坪墜毀現場擔任現場應急人員，幫助組織救援和復甦受害者。隨後，南斯在伊拉克、阿富汗、阿聯酋和北非擔任情報和安全承包商。
2005年至2007年期間，南斯在澳大利亞悉尼的麥考瑞大學警務、情報和反恐中心 (PICT) 和新西蘭惠靈頓的惠靈頓維多利亞大學擔任反恐客座講師。
南斯目前指導他創立的一個智囊團，即「關於戰略、戰術和激進意識形態的恐怖不對稱項目」，該項目分析反恐。南斯還是華盛頓特區國際間諜博物館顧問委員會成員。2019年3月22日，在時任司法部長威廉·巴爾關於2016年特朗普競選活動及其與俄羅斯關係的穆勒報告爭議性信函發佈前幾個小時，南斯表示，該報告揭示的叛國罪可能超過了班尼狄·阿諾。

### 寫作
2007年，南斯為反叛亂部落格《小戰爭雜誌》寫了一篇譴責水刑的文章，題為《水刑是酷刑……過去某段時期的》。南斯寫道：「我知道水刑是一種折磨——因為我自己就是這麼做的。」 南斯說，他目睹並監督了數百人的水刑 。
它在五角大樓的《早鳥》雜誌上重新發表，引發了一場風暴，這是對SERE中使用的酷刑科技的第一次可信描述。這篇文章强烈地反對使用水刑，並影響了五角大樓，文章表示濫用水刑會損害美國在世界各地的聲譽。南斯辯稱，使用美國前敵人的酷刑科技，玷污了對在囚禁中死於酷刑的美國軍人的記憶，而且酷刑不會產生可信的情報 。
南斯被要求在美國國會就強化審訊技術的使用作證 。他告訴眾議院司法委員會：「水刑是一種酷刑，沒錯……我認為我們必須拒絕對囚犯和俘虜使用水刑，清除我們國家榮譽上的污點……水壓倒了你的嘔吐反射，然後感覺你的喉嚨張開，讓一品脫又一品脫的水不由自主地充滿你的肺部。」
南斯關於反恐和情報的書籍包括：《終結基地組織》、《恐怖分子識別手冊》、《伊拉克恐怖分子》 、《擊敗ISIS》 、《入侵美國的陰謀》和《入侵ISIS》。2018年，他發表了《摧毀民主的陰謀：普京和他的間諜如何破壞美國和瓦解西方》。2019年，他發表了《背叛美國的陰謀：特朗普團隊如何擁抱我們的敵人，損害我們的安全，以及我們如何解決它》。
南斯暗示美國總統唐納德·特朗普早在1977年就受到俄羅斯的監視。南斯闡述道：「首先，你一開始是一個有用的白痴，對吧？接下來是不知情的資產……一個不知道他周圍有情報行動的人。下一個進展是一個知情的資產。我從來沒有說下一步。我從來沒有說過唐納德·特朗普是俄羅斯的代理人」。

### 爭議
2016年8月20日，南斯告訴MSNBC觀眾，美國綠黨總統候選人吉爾·斯泰因「在今日俄羅斯舉辦了一場節目」。葛倫·葛林華德後來寫道：「毫無疑問，南斯的說法是謊言、捏造、謊言。斯坦沒有在RT上節目，也沒有主持過RT上的節目。」南斯還指責葛林華德是「莫斯科的特工」，而且「深藏在克里姆林宮的口袋裏」。他還表示，葛林華德「幫助斯諾登叛逃」，並「向莫斯科的（他的）主人彙報」。葛林華德指控南斯撒謊。
2019年，南斯對《紐約雜誌》表示，「我在Twitter上反問這件事……那是關於（葛林華德）與愛德華·斯諾登在莫斯科，並與愛德華·斯諾登坐下來。他在《今日俄羅斯》談到了這件事。」
2021年8月26日，在阿富汗喀布爾發生造成13名美國軍人死亡的恐怖襲擊後，南斯發布了一條推文。南斯在推特上寫道：「20年——僅供參考，阿富汗幾乎每天都有恐怖分子自殺式炸彈襲擊者殺害平民。這不是什麼新鮮事。這就是我們離開的原因。#DealWithIt。」南斯隨後刪除了這條推文並發表了道歉聲明，稱：「我永遠不會故意不尊重我的戰友。我也向他們的家人真誠地道歉，我為他們祈禱。......在有任何嚴重傷亡報告之前我就發了帖子。我應該等的。」

## 電影
- 《折磨民主》，2008年（小組評論員）。
- 《骯髒的戰爭》，2013年（受訪者）。
- 《特朗普：克里姆林宮候選人？》，2017年（受訪者）。
- 《不適合：唐納德·特朗普的心理學》，2020年（受訪者）。